# 古因 (阿拉巴马州)
古因（英文：Guin），是美国阿拉巴马州下属的一座城市。面积约为14.96平方英里（约合38.73平方公里）。根据2010年美国人口普查，该市有人口2,376人，人口密度为158.88/平方英里（约合61.35/平方公里）。